# Universiti Malaya

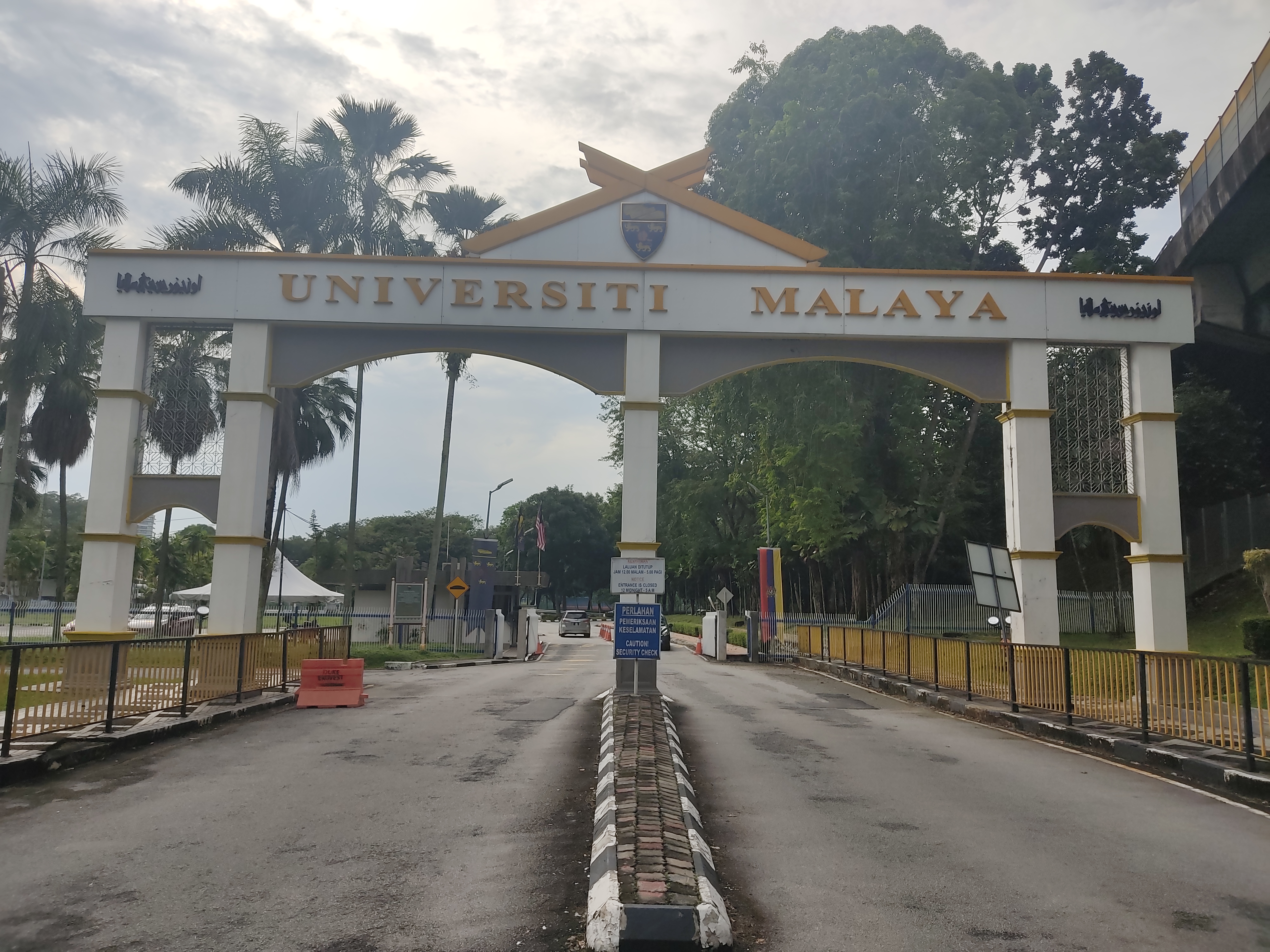
Toegang tot de campus van de Universiti Malaya

De University of Malaya (of Universiti Malaya in het Maleis, gewoonlijk afgekort als UM of MU) is de eerste universiteit van Maleisië. De universiteit is gesitueerd op een terrein van 3 km² in het zuidwesten van de hoofdstad Kuala Lumpur. Ze wordt beschouwd als de top-universiteit in Maleisië en veel vooraanstaande Maleisiërs zijn alumni van de UM.

## Geschiedenis
De University of Malaya is ontstaan vanuit een traditie van dienstverlening aan de maatschappij. Zijn voorgangers, het King Edward VII College of Medicine opgericht in 1905, en het Raffles College uit 1929 waren opgericht om tegemoet te komen aan de dringende behoefte aan geneeskunde en educatie. 
De samenvoeging van beide tot de University of Malaya op 8 oktober 1949 had een groter doel: helpen bij het leggen van het fundament van een nieuwe natie, door het afleveren van een generatie van geschoolde en gekwalificeerde mensen. De University of Malaya was een nationale instelling die moest tegemoetkomen aan de behoefte aan hogere educatie van zowel de Federatie Maleisië als Singapore.
De universiteit groeide zeer snel in het eerste decennium van haar bestaan. Dit leidde tot het opzetten van twee autonome divisies in 1959, één in Singapore (dit werd later de National University of Singapore) en de andere in Kuala Lumpur (deze behield de naam University of Malaya).  
In 1960 wilden de regeringen van de beide territoria de status van beide divisies wijzigen in die van een nationale universiteit. Dit werd wettelijk vastgelegd in 1961, waarmee de University of Malaya  per 1 januari 1962 in haar huidige hoedanigheid ontstond.
Het motto van de universiteit is "Ilmu Puncha Kemajuan" (kennis is de sleutel tot succes). Dit motto weerspiegelt de filosofie van de universiteit in haar continue zoektocht naar nieuwe kennis op alle velden, ten behoeve van succesvolle alumni en een succesvolle natie.